# Ken Wiesner
Ken Wiesner (Milwaukee, 17 febbraio 1925 – Minocqua, 20 marzo 2019) è stato un altista statunitense, medaglia d'argento alle Olimpiadi di Helsinki 1952 ed ex detentore del record mondiale indoor della specialità.